# 553 (číslo)
Pět set padesát tři je přirozené číslo. Následuje po čísle pět set padesát dva a předchází číslu pět set padesát čtyři. Římskými číslicemi se zapisuje DLIII a řeckými číslicemi φνγ.

## Matematika
553 je:
- Deficientní číslo
- Poloprvočíslo
- Nešťastné číslo

## Astronomie
- (553) Kundry je planetka hlavního pásu, kterou objevil v roce 1904 Max Wolf

## Roky
- 553
- 553 př. n. l.